# Brgudac
 Brgudac  (olaszul: Bergozza) falu Horvátországban, Isztria megyében. Közigazgatásilag Lanišćéhez tartozik.

## Fekvése
Az Isztriai-félsziget északi részén a Ćićarija-hegység szívében, Buzettől 14 km-re keletre, községközpontjától 5 km-re délkeletre az 1092 méteres Brajkov vrh és a Korita nevű magaslatok alatt  fekszik. A Lanišće – Lugoplav útról egy szűk mellékúton érhető el. Az Isztria legmagasabban fekvő települése.

## Története
A középkorban a rašpori uradalom része volt. Az aquileai pátriárka és a goriciai grófok uralma alatt állt. 1394-ben velencei uralom alá került. A 15. század végén a török támadásokban, 1612-ben az uszkók háborúban szenvedett súlyos károkat. A falunak 1857-ben 343, 1910-ben 501 lakosa volt. Egykor a mainál sokkal népesebb település volt. Lakói főként állattartásból, szénégetésből éltek. Marhaállományuk elérte a háromezret. Áruikat főként Triesztben értékesítették. A falu a  második világháború alatt az antifasiszta ellenállás egyik jelképévé vált. Az Isztria területén itt alakult ki először az ellenállási mozgalom és az első fegyveres alakulat. Mivel a partizán alakulatok egyik fő fészke volt többször érte ellenséges támadás és többször felégették. Az 1944 áprilisától júliusáig tartó harcok során 56 lakosa esett el. Ezzel az egyik legtöbb áldozatot hozó település volt. 2011-ben 20 lakosa volt. Lakói a gyenge minőségű termőföldön már csak háztartási szükségletre termelnek.

## Lakosság
| Lakosság változása | Lakosság változása | Lakosság változása | Lakosság változása | Lakosság változása | Lakosság változása | Lakosság változása | Lakosság változása | Lakosság változása | Lakosság változása | Lakosság változása | Lakosság változása | Lakosság változása | Lakosság változása | Lakosság változása | Lakosság változása |
| ------------------ | ------------------ | ------------------ | ------------------ | ------------------ | ------------------ | ------------------ | ------------------ | ------------------ | ------------------ | ------------------ | ------------------ | ------------------ | ------------------ | ------------------ | ------------------ |
| 1857               | 1869               | 1880               | 1890               | 1900               | 1910               | 1921               | 1931               | 1948               | 1953               | 1961               | 1971               | 1981               | 1991               | 2001               | 2011               |
| 343                | 371                | 337                | 397                | 440                | 501                | 0                  | 0                  | 232                | 153                | 118                | 44                 | 25                 | 16                 | 12                 | 20                 |

## Nevezetességei
- Szent Balázs tiszteletére szentelt templomát[4] 1580-ban említik először. Egyszerű, egyhajós épület, homlokzata előtt 11 méter magas zömök harangtoronnyal. A nagyon rossz állapotú, repedezett falú templomnak több művészeti értéke is van. Oltárán Szent Lukács evangélista, Szent Balázs és egy harmadik szent domborművű ábrázolása, felső részén egy medallionon Szűz Mária képe látható. Az oltárt egy a horvát gótikus egyházművészetet bemutató könyv is tartalmazza. Értékesek még a keresztút ábrázolásai, a barokk gyertyatartók és más liturgikus tárgyak. A harangtoronyban levő harangot a 14. században öntötték a velencei Lukács mester műhelyében.
- A falu nyugati részén egy 1887-ben épített Szűz Mária kápolna is található.
- A falutól 45 perc sétaút vezet a Korita forráshoz.
- A falu területén több partizán emlékmű található, melyek az elesett harcosoknak, a háború áldozatainak és az itt működött fegyveres ellenálló alakulatoknak állítanak emléket..